# Gianfranco Fanduzzi
Gianfranco Fanduzzi (ur. 6 listopada 1959 roku w Modenie) – włoski inżynier, menedżer zespołu Scuderia Toro Rosso, zespołu Formuły 1.

## Życiorys
Gianfranco Fanduzzi w młodości ścigał się w kartingu, jednak zakończył jazdy, gdy okazało się, że jest zbyt wolny. Fanduzzi zawsze wolał to, co dzieje się za kulisami wyścigów, aniżeli same wyścigi. W wieku 16 lat jako mechanik dołączył do Scuderia Ferrari w Formule 1, pracował tam przez 22 lata, przez większość tego czasu był inżynierem badań i zespołu wyścigowego. W tym czasie również przerwał pracę by przenieść się do Stanów Zjednoczonych i wziąć udział w programie firmy IMSA. W latach 1998–2001 pracował jako inżynier wyścigowy w Minardi. Przeniósł się do Toyoty, gdzie pracował jako menedżer logistyki. W 2006 roku rozpoczął pracę jako dyrektor generalny w Scuderia Toro Rosso, w 2009 roku awansował na stanowisko menedżera zespołu.